# خادمة نهارية

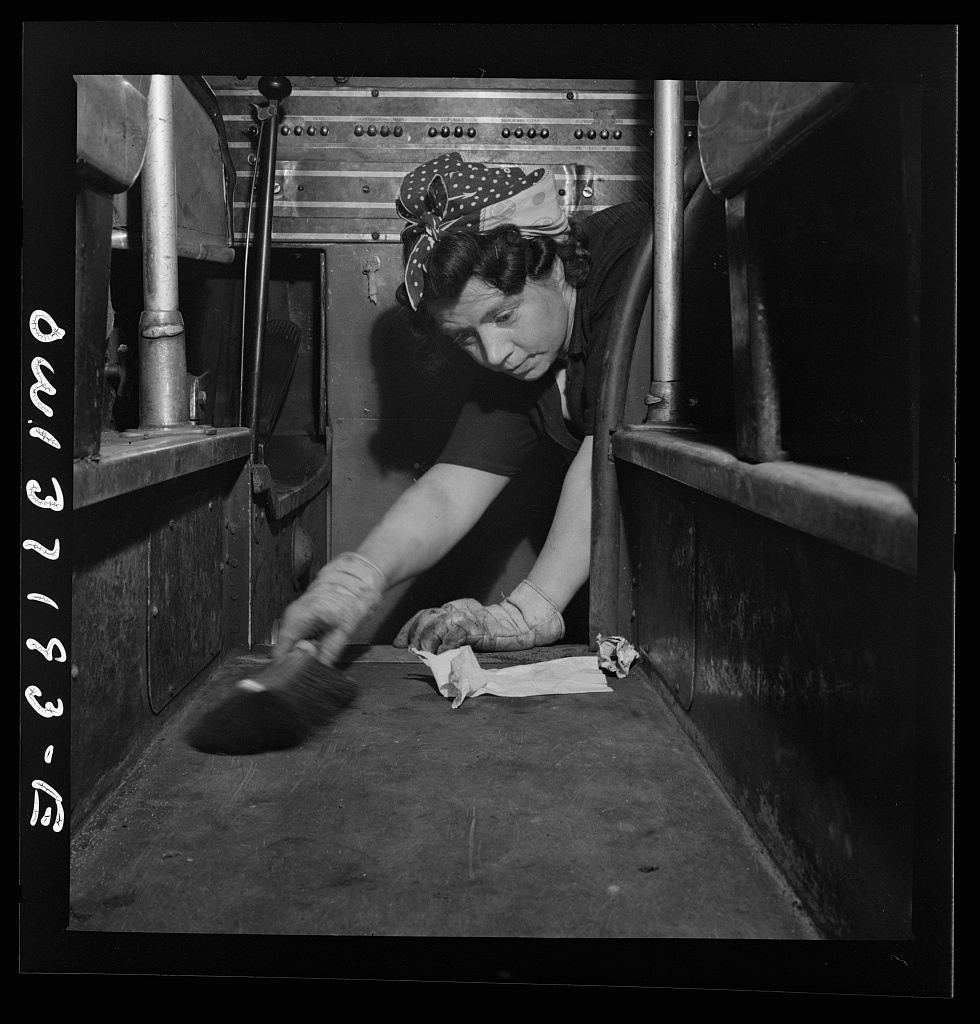
صورة عام 1943 لامرأة خادمة في بِتسبُرغ ، بنسيلفِنيا في الولايات المتحدة

الخادمة النهارية، هو مصطلح مهني يشير إلى عاملة بدوام جزئي مدفوعة الأجر تأتي إلى منزل أو مبنى آخر لتنظيفه لبضع ساعات في اليوم أو الأسبوع، على عكس الخادمة التي تعيش عادة مع الأسرة ضمن هيكل الخدمة المنزلية. قد تعمل الخادمة بشكل مستقل (مقابل مبلغ نقدي) أو قد يتم تعيينها من خلال وكالات التوظيف.
قبل عام 1960، كان مصطلح "الخادمة النهارية" يستخدم كمسمى وظيفي رسمي من قبل الوكالات الحكومية في الولايات المتحدة، بما في ذلك حكومات البلديات والولايات ومن قبل الوكالات الفيدرالية مثل وزارة التجارة والعمل، ومكتب الإحصاء، ومكتب الهجرة.
يُشار أحيانًا إلى الخادمة النهارية باسم "المرأة المنظفة". حيث نشأ المصطلح من مصطلح "امرأة روتينية"، وهي امرأة تعين لأداء مهام منزلية متنوعة. في اللغة الإنجليزية البريطانية، تستخدم اليوم كلمة "خادمة نظافة" كثيرًا، بينما يُستخدم في اللغة الإنجليزية الأمريكية غالبًا مصطلح "خادمة" للإشارة إلى أي امرأة تقوم بتنظيف منزل أو فندق سواء كانت تقيم هناك أم لا.